# Hengill
Hengill is de naam van een vulkanischeberg en het vulkaansysteem waar deze berg toe behoort, gelegen in het zuidwesten van IJsland, iets ten zuiden van het Þingvallavatn meer. De Hengill is een tafelberg, die hoofdzakelijk uit tufsteen bestaat. In de omgeving liggen gebieden met palagoniet en kussenlava, terwijl de piek Sleggja voornamelijk uit de mineralen ryoliet en lipariet bestaat. Het hoogste punt Skeggi ligt op 803 meter en het oppervlak van het vulkaansysteem bedraagt zo'n 100 km². De centrale vulkaan zelf heet ook Hengill.

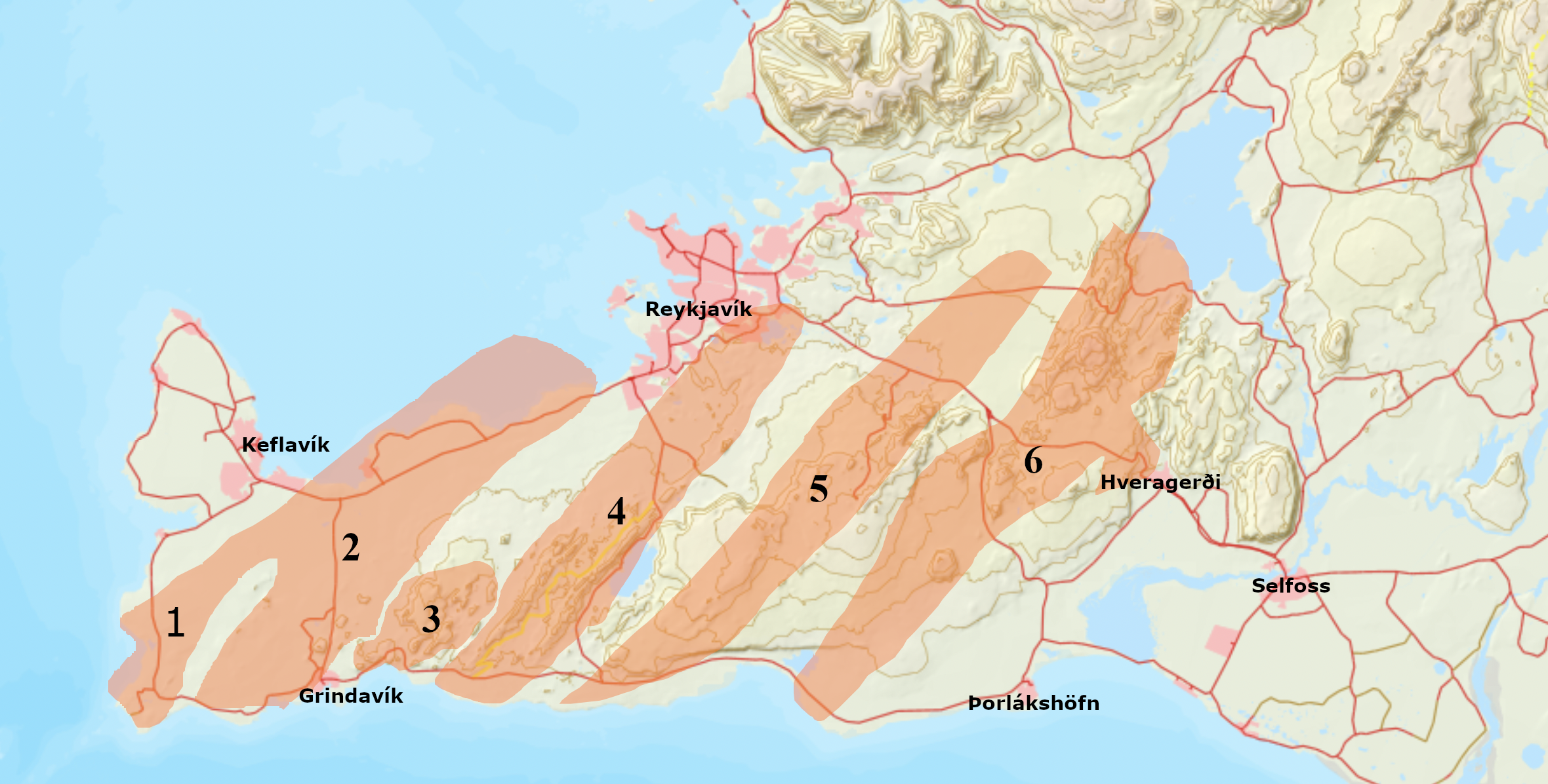
De ligging van de vulkanische systemen van Reykjanes. 1 Reykjanes, 2 Eldvörp-Svartsengi, 3 Fagradalshraun, 4 Krýsuvík, 5 Brenningsteinfjoll en 6 Hengill

Het Hengillsysteem bestaat uit drie vulkaansystemen: het Grensdalur systeem bij het plaatsje Hveragerði is de oudste. Ten noorden daarvan ligt het vulkanische gebied Hrómundartindur dat 10.000 jaar geleden voor het laatst actief was en nu uitgedoofd is. Ten westen daarvan ligt het nog actieve Hengillsysteem. Het Hengillsysteem is sinds de laatste ijstijd meerdere malen tot uitbarsting gekomen. De laatste eruptie was ongeveer 2000 jaar geleden. Ten zuiden van de berg stroomde het lava over de Hellisheiði hoogvlakte. Gelijkertijd werd het lavaveld Nesjavallahraun ten noorden van Hengill neergelegd en ontstond het eilandje Sandey in Þingvallavatn (zie aldaar). Het Hengill gebied is een belangrijke energiebron voor het zuiden van IJsland. Het systeem is nog zeer actief, gezien de vele pruttelende hete waterbronnen en stoompluimen die her en der uit de grond omhoog komen. De geothermale energiecentrale Nesjavellir aan de rand van Þingvallavatn levert het merendeel van de stroom voor zuidwest IJsland en het warme water voor de voorsteden van IJslands hoofdstad Reykjavík. Een deel van de aardbevingen die in dit gebied voorkomt worden niet door tectonische activiteit veroorzaakt maar door de energiecentrale die water door de grond pompt voor warmtewinning.
Het mooie bergachtige gebied is geschikt voor zowel korte als lange wandeltochten en er zijn derhalve veel wandelroutes (met een overigens wisselende moeilijkheidsgraad).
Het plaatsje Hveragerði met zijn geiser en hete bronnen ligt aan de rand van het Hengill vulkaansysteem.